# Koshiki-2
Koshiki-2 – japoński, prototypowy samolot myśliwski będący pierwszą maszyną tego typu zaprojektowaną i wybudowaną w Japonii na rzecz Cesarskiej Armii Japońskiej. Samolot powstał w latach 20. XX wieku i nigdy nie wszedł do produkcji seryjnej.

## Historia
Podczas I wojny światowej Japonia, nieuczestnicząca w działaniach w Europie, praktycznie pozbawiona była własnych sił powietrznych. Dysponowała co prawda maszynami Farmana, jednak nie były to samoloty myśliwskie, a jedynie maszyny zdolne do realizacji zadań rozpoznawczych. Wraz z zakończeniem działań wojennych Japońska Armia, dysponująca wiedzą o rosnącej roli lotnictwa bojowego podczas zmagań, rozpoczęła intensywny rozwój własnych sił powietrznych, początkowo w oparciu o samoloty zakupione w Wielkiej Brytanii i Francji, a następnie o ich licencyjną produkcję. Jednakże już w 1920 roku w Rikugun Koku Gakko Kenkyubu, Wydziale Badawczym należącym do pierwszej w Armii Cesarskiej szkoły lotniczej - Rikugun Koku Gakko, zajmującym się projektowaniem i badaniem nowych konstrukcji w Tokorozawa, rozpoczęto pracę nad maszyną własnej konstrukcji. Na czele zespołu konstruktorów stanął major Akira Matsu. Zaprojektowano klasyczny, dwupłatowy samolot. Konstrukcję skrzydeł, kadłuba i podwozia wzorowano na rozwiązaniach użytych w maszynie SPAD S.XIII. Usterzenie poziome oraz zespół napędowy pochodziły z samolotu Salmson 2A2. Nowa konstrukcja ukończona została w 1922 roku i otrzymała nazwę Ko-Shiki Ni-Gata Shisaku Sentoki (Eksperymentalny/Prototypowy samolot myśliwski Typ Ko Model 2, w skrócie Koshiki-2). W tym samym roku instruktor z miejscowej szkoły lotniczej, porucznik Kawaida, usiadł za sterami, aby dokonać oblotu myśliwca. Samolot charakteryzował się zadowalającymi właściwościami lotnymi oraz dobrą prędkością, jednak podczas starów i lądowań ujawniła się jego nieprawidłowa stateczność podłużna. Podczas swojego czwartego lotu maszyna uległa rozbiciu. W 1923 roku wybudowano jeszcze jeden samolot, ale zadowalające parametry maszyny Nakajima Ko-4, licencyjnej wersji francuskiego myśliwca Nieuport 29C1, która weszła na uzbrojenie, przekreśliły dalsze prace nad Koshiki-2.

## Konstrukcja
Koshiki-2 był dwupłatowym, zastrzałowym, jednomiejscowym samolotem myśliwskim ze stałym podwoziem o drewnianej konstrukcji krytej płótnem. Maszyna napędzana była 9-cylindrowym silnikiem gwiazdowym chłodzonym wodą z dwułopatowm, drewnianym śmigłem. Samolot uzbrojony był w dwa karabiny maszynowe kalibru 7,7 mm zamontowane w kadłubie.